# ایلیا لوویچ مایزلیس
ایلیا لوویچ مایزلیس (به روسی: تلفظ: ایلیَه لواویچ مایزیلیس Илья Львович Майзелис) ‏ (زاده ۲۸ دسامبر ۱۸۹۴ در اومان ِ اوکراین - درگذشته ۲۳ دسامبر ۱۹۷۸ در مسکو) شطرنج‌باز، مورخ، نویسنده، مترجم و تئوری‌پرداز شطرنج اهل شوروی بود.
مایزلیس در زمینه تالیف آثار شطرنج و پژوهش‌های تاریخی این بازی فکری، خدمات ارزنده‌ای کرده‌است. او سردبیر یا همکار چند نشریه شطرنج به زبان روسی یا انگلیسی بوده و کتاب‌های مفیدی برای نو آموزان و نوجوانان نوشته است. سهم او در گسترش و ترویج بازی شطرنج بر صاحب نظران پوشیده نیست.

## تالیفات
«نوآموز شطرنج»، «اصول استراتژی گشایش‌ها»، «درسنامهٔ شطرنج»، «آخر بازی رخ و پیاده»، «اسب، فیل» (زیر نظر آورباخ)، و مجموعهٔ «ویکتور چگونه شطرنج‌باز شد» از تالیفات مهم مایزلیس است.
مهمترین آثار ترجمه‌ای مایزلیس هم عبارتند از ترجمهٔ روسی کتاب «سیستم من» اثر آرون نیمزوویچ، و ترجمه کتاب «آخر بازی در تئوری و عمل» اثر امانوئل لاسکر.
اما مهم‌ترین و معروف‌ترین اثر وی «تئوری بنیادی شطرنج» است. این کتاب که یکی از مهمترین کتاب‌های آموزشی شطرنج در محسوب می‌شد اولین بار در سال ۱۳۴۰ به قلم سروژ استپانیان با عنوان «ش‍طرن‍ج و ت‍ئ‍وری آن» به فارسی ترجمه شد و در ۱۳۷۵رضا رضایی ساروی آن را با عنوان «تئوری بنیادی شطرنج» ترجمه کرد.
- Novice chess player, M. - L. , 1937;
- Chess Yearbook [Volume 1-۲], Moscow, 1937-۱۹۳8 (co-author);
- Fundamentals opening strategy. For players 4 and the third category, Moscow, 1940 (co-author);
- Selected Games of Soviet and international tournaments in 1946, Moscow - Leningrad, 1949 (co-author);
- Textbook of chess, 3rd edition, Moscow, 1950 (co-author);
- Rook against pawns. On the theory of rook endgame, Moscow, 1956;
- Chess endings. Pawn, elephant, Konev, edited by J. Averbuch , M. , 1956 (co-author);
- Chess. Fundamentals of the theory, 2nd edition, Moscow, 1960.
- Chess Dictionary. [Moscow]: Physical Education and Sport, [۱۹۶۴]. S. 279.
- Chess: Collegiate Dictionary. Moscow: Soviet Encyclopedia, 1990. P. 226. ISBN 5-85270-005-3.
- The journalist, translator, theorist. / / "۶۴". - ۱۹۷۹. - № ۷. - S. 15.